# سیارک ۲۱۹۶
سیارک ۲۱۹۶ (به انگلیسی: 2196 Ellicott، نامگذاری:1965BC) دو هزار و صد و نود و ششمین سیارک کشف شده‌است که در ۲۹ ژانویه ۱۹۶۵ کشف شد.
قدر مطلق سیارک برابر ۱۰٫۲۵ است.